# Chavo de onda
Chavo de onda es el cuarto álbum de estudio del grupo de rock Three Souls in My Mind, publicado en 1976.

## Lista de canciones
Todas las canciones escritas y compuestas por Three Souls in My Mind. 
| Cara 1 |                      |          |  |
| N.º    | Título               | Duración |  |
| 1.     | «Chavo de onda»      |          |  |
| 2.     | «Déjenos gozar»      |          |  |
| 3.     | «Lo que tú me das»   |          |  |
| 4.     | «He pensado mucho»   |          |  |
| 5.     | «Three Souls Boogie» |          |  |

| Cara 2 |                               |          |  |
| N.º    | Título                        | Duración |  |
| 1.     | «Todo tiene una razón»        |          |  |
| 2.     | «La gitana»                   |          |  |
| 3.     | «Abuso de autoridad»          |          |  |
| 4.     | «Perro negro y callejero»     |          |  |
| 5.     | «Viejas del Distrito Federal» |          |  |

## Personal
Three Souls in My Mind
- Alejandro Lora: bajo, voz
- Ernesto de León - guitarra
- Carlos Hauptvogel - batería

Producción
- Ignacio González: director artístico
- Ernesto de la Cruz: ingeniero de grabación
- Juan Ramón Sánchez: corte
- Adolfo Basi: diseño de la portada

## Ediciones
Este disco fue editado en CD remasterizado por Discos y Cintas Denver, con el nombre de "Adicto al rock 'n' roll" en el 2012.